# Канонерские лодки типа «Brinio»
Канонерские лодки типа «Brinio» — тип канонерских лодок, строящихся для нидерландского королевского флота в 1910-х годах. Небольшие мелкосидящие корабли, построенные для охраны метрополии, поддержки атак миноносцев и прикрытия минных заграждений. Бронепояс узкий, но прикрывал при этом 70% корпуса.

## История службы
Первоначально были оснащены 600-сильными дизелями различных марок голландского производства, отличавшимися ненадежностью, что позднее повлекло их замену. На "Gruno" в 1917 г. установили дизели "Germania" , на "Friso" в 1928 г. — MAN, "Brinio" в 1932 г. и "Gruno" в 1934 г. получили дизели "Sulzer".
На "Gruno" в 1941 г. усилено ПВО, добавлены 2x1 40-мм/40 "пом-пома" и БС.

## Представители проекта
| Название | Закладка    | Спуск на воду | Вступление в строй | Судьба |
| -------- | ----------- | ------------- | ------------------ | --- |
| «Brinio» | 16.10.1911  | 12.8.1912     | 8.9.1914           | 12.5.1940 повреждена немецкой авиацией в Эймейдене, 14.5.1940 затоплена экипажем; корпус поднят немцами 12.10.1942 и разобран                  |
| «Friso»  | 2.11.2.1911 | 29.8.1912     | 12.7.1915          | 12.5.1940 повреждена немецкими самолетами, добита артиллерией голланд. ТЩ "Peter Florisz" у Ставерена; корпус поднят 15.3.1943 и сдан на слом. |
| «Gruno»  | 12.2.1912   | 26.5.1913     | 15.7.1915          | Выведена 16.5.1944 и вплоть до января 1950 г. использовалась как плавбаза КТЩ                                                                  |